# نزار النقيب
نزار بن رؤوف بن فيض الله النقيب مهندس ومقاول عراقي من الموصل عمر جامع الإمام محسن بالموصل ووضع حجر الأساس لما سمي بمجمع النقيب الطبي في المنطقة ذاتها وصاحب صندوق نزار النقيب للخير ومؤسس مبنى نزار النقيب للعيادات الخارجية في مركز الحسين للسرطان في عمان بالأردن والذي بسببه منحه الملك عبد الله الثاني بن الحسين وسام الحسين للعطاء المميز من الدرجة الأولى فضلا عن تخصيصهِ مبلغ نصف مليون دولار لصندوق معالجة المرضى العراقيين في المركز المذكور.